# Nando Paone
Nando Paone, all'anagrafe Ferdinando Paone (Napoli, 27 novembre 1956), è un attore italiano.

## Biografia

### Periodo napoletano
Ferdinando Paone, detto Nando, nato e cresciuto nel quartiere napoletano di Bagnoli, inizia la sua professione nel 1974, a Napoli, lavorando in varie compagnie teatrali, tra le quali fa spicco l'Ente teatro cronaca di Mico Galdieri, gruppo nel quale lavora per cinque anni, interpretando una decina di commedie, in dialetto e non, tra le quali Assunta Spina e La buffa historia di capitan Fracassa..., con Ida Di Benedetto e Antonio Casagrande.

### Periodo romano
Approdato a Roma nel 1976, viene scritturato in numerosi cast cinematografici: ricordiamo Caro papà, diretto da Dino Risi, in cui recita a fianco di Vittorio Gassman, che successivamente incontrerà in Camera d'albergo di Mario Monicelli e ne Il turno di Pirandello, regia di Tonino Cervi. Da segnalare inoltre due film con la regia di Michele Lupo a fianco di Bud Spencer, Lo chiamavano Bulldozer (dove interpreta il ruolo del giocatore della squadra italiana di football americano meno dotato a livello atletico), e Bomber, che incontrano un notevole successo di pubblico, e ancora un'interpretazione con Marcello Mastroianni in Doppio delitto, per la regia di Steno.
Successivamente Giorgio Capitani lo scrittura per due commedie all'italiana: Teste di quoio e Vai avanti tu che mi vien da ridere, in quest'ultimo co-protagonista con Lino Banfi e Agostina Belli. Infine resta ancora da segnalare la sua partecipazione al film Una vita scellerata di Giacomo Battiato, dove interpreta il ruolo del tesoriere del Papa, al fianco di Max von Sydow.

### Esperienze all'estero
Per la sua conoscenza dell'inglese e del francese incontra anche produzioni straniere, tra le quali l'anglo-americana di The Day Chryst Died, diretto da James Jones.

### Esperienze televisive
Nel 1980 debutta in televisione al fianco di Fabrizio Frizzi in quello che resterà il primo vero varietà per ragazzi — Il barattolo — che in quell'anno vincerà il Microfono d'argento. Nel 1987 conduce un programma su Rai 2 dal titolo Farfade e l'anno dopo si trova al fianco di Jocelyn, in contributo esterno per Tandem, per un concorso a premi ("Tutto si compra... o quasi"), nel personaggio noto come Fifì. Tra il 1980 e il 1984 partecipa anche a varietà televisivi prodotti dalla Rai, come Sotto le stelle, diretto da Giancarlo Nicotra e Night day di Paolo Gazzara.
Prende parte agli sceneggiati televisivi, Aeroporto internazionale e Investigatori d'Italia, quest'ultimo con Marisa Laurito, che affiancherà anche nel gennaio del 1993 in Donne dell'altro mondo, in onda su Canale 5. Nel 2002 è protagonista di una puntata nella serie Don Matteo 3, mentre nel 2004/2005 prende parte in qualità di inviato molto speciale alla trasmissione di Canale 5 Striscia la notizia.

### Esperienze teatrali
Torna nella compagnia di Luca De Filippo, diretto da Eduardo, nelle commedie 'A fortuna 'e Pulicenella di Pasquale Altamura; La donna è mobile di Eduardo Scarpetta e Ditegli sempre di sì di Eduardo, quindi nella cooperativa teatrale "Gli ipocriti", portando in scena due testi di Manlio Santanelli: L'isola di Sancho, a Spoleto nel 1986, e 1799, per la regia di Gianfranco De Bosio e Nello Mascia. Con la stessa cooperativa porta a compimento una trilogia di Raffaele Viviani, diretto da Ugo Gregoretti, Maurizio Scaparro e Armando Pugliese.
Nel 1990 Luca De Filippo lo dirige ne Il piacere dell'onestà, con Umberto Orsini, quindi, sempre nella compagnia del Teatro Eliseo, partecipa a Il misantropo, regia di Patrick Guinand e La bisbetica domata, con Mariangela Melato e Franco Branciaroli, con la regia di Marco Sciaccaluga. Successivamente Nando Paone porta in scena Dolori di corpo e Un uomo a pezzi, scritti e diretti da Cetty Sommella, e nel 2009 sempre in sodalizio con Cetty è co-sceneggiatore di un soggetto dell'autrice tratto dalla commedia Dolori di corpo, che nel 2005 riceve il riconoscimento ministeriale, ma non verrà realizzato grazie ai tagli selvaggi che l'allora governo operò nel settore dello spettacolo.
Nel 2006/2007 è protagonista insieme a Marina Confalone del classico napoletano Madama quattro soldi. Nel 2007-2008 e 2008-2009, in coppia con Francesco Paolantoni e per la regia di Armando Pugliese porta in scena la versione teatrale di Eduardo Scarpetta Miseria e nobiltà e Uomo e galantuomo di Eduardo De Filippo. Nel 2009-2010 e 2010-2011 porta in scena Se ci amiamo non ci estinguiamo di Cetty Sommella che proseguirà le sue repliche fino a ridosso del 2012, quando interrompe la tournée per dedicarsi al cinema con le riprese di Benvenuti al Sud e Benvenuti al Nord di Luca Miniero, che saranno campioni di incasso della stagione.
Nel 2010 realizza SalaMolière, un nuovo spazio teatrale a Pozzuoli, un laboratorio di formazione teatrale insieme a Cetty Sommella, che sposa il 13 giugno 2015 nella Sala della Loggia del Maschio Angioino a Napoli, con matrimonio civile celebrato dall'attore Vincenzo Salemme, amico di Paone, in veste di Ufficiale di Stato Civile con decreto del sindaco partenopeo De Magistris. Sommella muore il 9 marzo 2021. Nel 2013 è impegnato nelle riprese di ...E fuori nevica! trasposizione cinematografica dell'omonima commedia di Vincenzo Salemme, uscita nelle sale nell'autunno del 2014. Nel 2014 porta in scena Ridere!... e poi? scritto e diretto da Cetty Sommella e prende parte come uno dei protagonisti al film dal titolo Un paese quasi perfetto, insieme a Silvio Orlando, Fabio Volo e Carlo Buccirosso, per la regia di Massimo Gaudioso.
Nella stagione teatrale 2014/2015 e 2015/ 2016 porta in scena Don Giovanni di Molière, con Alessandro Preziosi, interpretando Sganarello, ruolo che gli varrà il premio "Le maschere del teatro 2015" come miglior attore non protagonista della stagione. Nella stagione teatrale 2018-2019 porta in scena nei panni di Don Chisciotte la commedia Don Chisciotte della Pignasecca scritto da Maurizio De Giovanni e diretto da Alessandro Maggi, con Peppe Barra nel ruolo di Sancio. Nel 2018 porta in scena per il "Napoli Teatro Festival" il monologo Diario di un pazzo di Mario Moretti, tratto dall'omonimo racconto di N. Gogol con la regia di Alessandro Maggi.

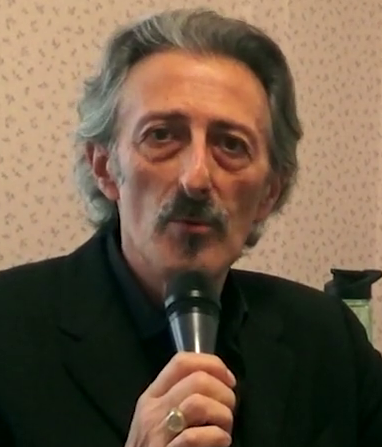
Nando Paone nel 2019

Nel 2020 interpreta il mago Otto Marvuglia ne La grande magia di Eduardo de Filippo con la regia di Lluìs Pasqual e il Pubblico Ministero Zorn in La panne di F. Durrenmatt con la regia di Alessandro Maggi, entrambi prodotti dal Teatro Stabile di Napoli. Per "La panne" ottiene la nomination al premio "Le maschere del Teatro" nella categoria miglior attore non protagonista. Nel 2021 è il protagonista della commedia Le nuvole di Aristofane al Teatro greco di Siracusa, diretto da Antonio Calenda. Nel 2022 è tra i protagonisti della seconda stagione della serie Mina Settembre per Rai 1. Nello stesso anno è uno dei protagonisti della serie Briganti prodotta da Netflix. Nel 2023 ha recitato nella serie in onda su Canale 5 La voce che hai dentro, dove ha condiviso il set insieme a Massimo Ranieri e a Maria Pia Calzone. Nel 2023 è il protagonista dello spettacolo La compagnia del sonno di R. Alaimo, per la regia di Armando Pugliese.

### Il sodalizio con Vincenzo Salemme
Nel 1992, insieme a Vincenzo Salemme e altri colleghi è il socio fondatore della compagnia oggi conosciuta con il nome "Chi è di scena", con la quale porta in scena, tra le altre, quattro commedie scritte e dirette da Salemme, prodotte dal Teatro Eliseo e trasmesse dalla Rai in prima e seconda serata, per "Palcoscenico", tra le quali spiccano certamente per successo unanime di pubblico e di critica Premiata pasticceria Bellavista; Lo strano caso di Felice C.; Passerotti o pipistrelli? ed ...e fuori nevica! commedia nella quale interpreta il ruolo del protagonista Cico, che nel 2014 diventa film.
Con Salemme gira quattro film: L'amico del cuore, ...E fuori nevica! (entrambi tratti dalle commedie teatrali omonime, ricevendo per il primo il premio "Scrivere il cinema" come migliore attore non protagonista), Amore a prima vista e A ruota libera, prodotti da Cecchi Gori, da Chi è di scena e Warner Bros. Nel 2006 partecipa come ospite al programma condotto da Vincenzo Salemme Famiglia Salemme Show. Nel 2018 prende parte al film Una festa esagerata, sempre di Salemme.

### Altri film
Nel 2010 interpreta l'impiegato delle Poste Costabile Piccolo nel film di Luca Miniero Benvenuti al Sud. Nel 2011 gira, sempre con la regia di Miniero, il sequel Benvenuti al Nord. Nello stesso anno prende parte a titolo di partecipazione amichevole alla commedia corale Napoletans e al film Non me lo dire, in una produzione con la regia dell'esordiente Vito Cea. Nel maggio del 2012 è co-protagonista nella pellicola Reality di Matteo Garrone che vince il Grand Prix Speciale della Giuria al Festival di Cannes. Nel 2020 partecipa al debutto cinematografico di Pietro Castellitto con I predatori, che vince il Festival di Venezia come miglior sceneggiatura e, sempre nel 2020 vince il premio come miglior attore al Montecarlo Comedy Festival e il premio come migliore attore film commedia alla XII Edizione del Galà del Cinema e della Fiction in Campania con Il ladro di cardellini di Carlo Luglio. Nel 2021 ottiene una nomination ai Nastri d'argento 2021 come migliore attore di commedia sempre per Il ladro di cardellini di Carlo Luglio. Nel 2023 è nel cast di Chi ha rapito Jerry Calà, diretto e interpretato dallo stesso Calà e mette in scena Sagoma, un monologo di Fabio Pisano con la regia di Davide Iodice.

## Filmografia

### Attore

Nando Paone in una scena di Vai avanti tu che mi vien da ridere (1982)

#### Cinema
- Doppio delitto, regia di Steno (1977)
- La compagna di banco, regia di Mariano Laurenti (1977)
- Lo chiamavano Bulldozer, regia di Michele Lupo (1978)
- La liceale seduce i professori, regia di Mariano Laurenti (1979)
- Caro papà, regia di Dino Risi (1979)
- Mia moglie è una strega, regia di Castellano e Pipolo (1980)
- Il turno, regia di Tonino Cervi (1981)
- Camera d'albergo, regia di Mario Monicelli (1981)
- Teste di quoio, regia di Giorgio Capitani (1981)
- I carabbinieri, regia di Francesco Massaro (1981)
- La gatta da pelare, Regia di Pippo Franco (1981)
- Bomber, regia di Michele Lupo (1982)
- Vai avanti tu che mi vien da ridere, regia di Giorgio Capitani (1982)
- Magic moments, regia di Luciano Odorisio (1984)
- Puro cashmere, regia di Biagio Proietti (1986)
- Animali metropolitani, regia di Steno (1987)
- Una vita scellerata, regia di Giacomo Battiato (1990)
- L'amico del cuore, regia di Vincenzo Salemme (1998)
- Amore a prima vista, regia di Vincenzo Salemme (1999)
- A ruota libera, regia di Vincenzo Salemme (2000)
- Scintille d'amore, regia di George Zaloom (2001)
- Benvenuti al Sud, regia di Luca Miniero (2010)
- Napoletans, regia di Luigi Russo (2011)
- Benvenuti al Nord, regia di Luca Miniero (2012)
- Non me lo dire, regia di Vito Cea (2012)
- Reality, regia di Matteo Garrone (2012)
- ...E fuori nevica!, regia di Vincenzo Salemme (2014)
- Amo la tempesta, regia di Maurizio Losi (2015)
- Un paese quasi perfetto, regia di Massimo Gaudioso (2016)
- Veleno, regia di Diego Olivares (2017)
- Una festa esagerata, regia di Vincenzo Salemme (2018)
- I predatori, regia di Pietro Castellitto (2020)
- Il ladro di cardellini, regia di Carlo Luglio (2020)
- Chi ha rapito Jerry Calà?, regia di Jerry Calà (2023)
- La scommessa - Una notte in corsia, regia di Giovanni Dota (2024)

#### Televisione
- Il giorno della passione di Cristo (The Day Christ Died), regia di James Cellan Jones – film TV (1980)
- Il barattolo – programma TV (1980-1982)
- Questestate – programma TV (1984)
- Aeroporto internazionale – serie TV, episodio 1x12 (1985)
- Investigatori d'Italia – serie TV, episodio 1x01 (1987)
- Gabriele D'Annunzio. Il verso è tutto, regia di Paolo Gazzara – film TV (1987)
- I misteri di Cascina Vianello – miniserie TV, episodio Quattro assi per una rapina (1998)
- Casa Vianello – serie TV, episodio 7x01 (1998)
- Don Matteo – serie TV, episodio 3x07 (2002)
- Mina Settembre – serie TV (dal 2021)
- Buonasera Presidente, regia di Davide Minnella – docufiction, episodio Gronchi, Segni, Saragat (2019)
- La voce che hai dentro – serie TV, 8 episodi (2023)
- Briganti – serie TV (2024)

### Doppiatore
- L'arte della felicità
- Il segreto di Liberato

## Teatro
- Assunta Spina di Salvatore Di Giacomo, regia di Mico Galdieri (1975)
- La buffa historia di Capitan Fracassa, regia di Mico Galdieri (1975)
- 'O juorno 'e San Michele di Elvio Porta, regia Mico Galdieri (1976)
- 'A fortuna 'e Pulicenella di Pasquale Altavilla, regia di Eduardo De Filippo (1980)
- La donna è mobile di Vincenzo Scarpetta, regia di Eduardo De Filippo (1981)
- Ditegli sempre di sì, regia di Eduardo De Filippo (1981)
- L'isola di Sancho di Manlio Santanelli, regia di Gianfranco De Bosio (1983)
- La tempesta di William Shakespeare, regia Carlo Cecchi (1984)
- I figli di Iorio, adattamento di Pier Benedetto Bertoli, regia di Ugo Gregoretti (1985)
- L'ultimo scugnizzo di Raffaele Viviani, regia di Ugo Gregoretti (1986)
- Fatto di cronaca di Raffaele Viviani, regia di Maurizio Scaparro (1987)
- Guappo di cartone di Raffaele Viviani, regia Armando Pugliese (1989)
- 1799 di Manlio Santanelli, regia di Nello Mascia (1989)
- Il piacere dell'onestà di Luigi Pirandello, regia di Luca De Filippo (1990)
- La bisbetica domata di William Shakespeare, regia di Marco Sciaccaluga (1992)
- Lo strano caso di Felice C., regia di Vincenzo Salemme (1992)
- Il misantropo di Molière, regia di Patrick Guinand (1992)
- La gente vuole ridere!, regia di Vincenzo Salemme (1994)
- La tempesta di William Shakespeare, regia di Glauco Mauri (1995)
- ...e fuori nevica!, regia di Vincenzo Salemme (1995)
- L'amico del cuore, regia di Vincenzo Salemme (1996)
- Premiata pasticceria Bellavista, regia di Vincenzo Salemme (1996)
- Passerotti o pipistrelli?, regia di Vincenzo Salemme (1998)
- Di mamma ce n’è una sola, regia di Vincenzo Salemme (1999)
- Barbablù di Jacques Offenbach, regia di Lorenzo Mariani (1999)
- I dolori di corpo, regia di Cetty Sommella (1999)
- Sogni e bisogni, regia di Vincenzo Salemme (2001)
- Un uomo a pezzi, regia di Cetty Sommella (2001)
- Tutto quanto fa spettacolo!, regia di Vincenzo Salemme (2003)
- La gente vuole ridere... ancora!, regia di Vincenzo Salemme (2004)
- Madama quatte solde di Luigi Di Maio e Nino Masiello, regia di Gianfelice Imparato (2005)
- Andate crescete e divertitevi, regia di Vincenzo Salemme (2007)
- Miseria e nobiltà di Edoardo Scarpetta, regia di Armando Pugliese (2007)
- Uomo e galantuomo di Eduardo De Filippo, regia di Armando Pugliese (2009)
- Se ci amiamo non ci estinguiamo di Cetty Sommella, regia di Nando Paone (2010)
- Ridere… e poi?, regia di Cetty Sommella (2014)
- Don Giovanni o Il convitato di pietra di Molière, regia di Alessandro Preziosi (2014)
- Don Chisciotte della Pignasecca di Maurizio De Giovanni, regia di Alessandro Maggi (2018)
- Diario di un pazzo di Mario Moretti, regia di Alessandro Maggi (2018)
- La panne di Friedrich Dürrenmatt, regia di Alessandro Maggi (2019)
- La grande magia di Eduardo De Filippo, regia di Lluís Pasqual (2019)
- Le nuvole di Aristofane, regia di Antonio Calenda (2021)
- La compagnia del sonno di Roberto Alajmo, regia di Armando Pugliese (2023)
- Sagoma - Monologo per luce sola di Fabio Pisano, regia di Davide Iodice (2023)
- La lezione di Eugène Ionesco, regia di A. Calenda (2024)
- Aspettando Re Lear di T. Mattei (da W. Shakespeare), regia di A. Preziosi (2024)

## Riconoscimenti
- Nastri d'argento 2021 – Candidatura Migliore attore in un film commedia per Il ladro di cardellini
- Festival di Montecarlo della commedia
  - 2020 – Miglior attore[7]

- Le Maschere del Teatro Italiano 
  - 2015 – Maschera d'argento al miglior attore non protagonista[8]